# Sauropelta
 Sauropelta  ist eine Gattung der Vogelbeckensaurier aus der Gruppe der Ankylosauria. Sie wird zu den Nodosauridae gerechnet, und zählt zu den ältesten und gleichzeitig am besten fossil erhaltenen Vertretern. Sauropelta lebte in der Unterkreide in Nordamerika.

## Merkmale

### Allgemeines
Sauropelta war zusammen mit Panoplosaurus einer der größten Nodosauriden. Seine Länge betrug bis zu 7,6 Meter und sein Gewicht wird auf 1,5 Tonnen geschätzt. Wie alle Ankylosauria bewegte er sich quadruped (auf allen vieren) fort. Der Rumpf war breit, die vorderen Beine kürzer als die hinteren. Insgesamt waren die Gliedmaßen, sowie die Schulter- und Beckenregion sehr stämmig gebaut. Sauropelta hatte einen auffallend langen Schwanz, der rund die Hälfte der Gesamtlänge ausmachte und aus zumindest 40 Schwanzwirbeln bestand. Der Schwanz wurde durch verknöcherte Sehnen verstärkt, wie bei allen Nodosauridae war keine Schwanzkeule vorhanden.

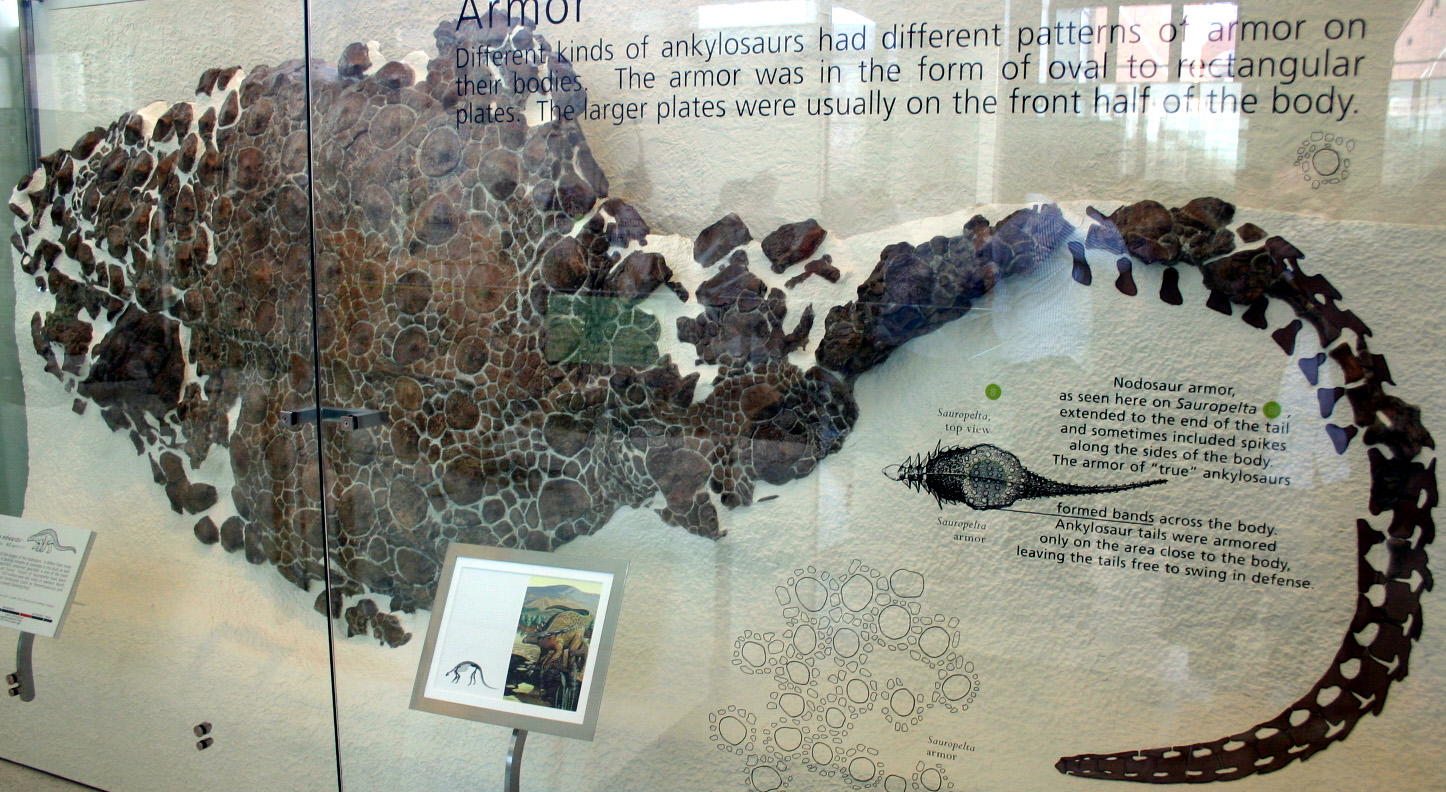
Panzer von Sauropelta

### Panzerung
Wie alle Ankylosauria war Sauropelta mit einer Panzerung aus Knochenschuppen (Osteodermen) bedeckt. Im Gegensatz zu vielen anderen Ankylosauriern ist die Panzerung in situ überliefert und darum gut bekannt. Zwei parallele Reihen gewölbter Schuppen verliefen an der Oberseite des Nackens. Die Oberseite des Rumpfes und des Schwanzes waren von kleinen Knochenhöckern bedeckt, dazwischen befanden sich größere, kegelförmige Schuppen, die in parallelen, längsseitig angeordneten Reihen verliefen. Über dem Becken waren die Knochenschuppen zu einer schildförmigen Struktur verwachsen, die sich etwa auch bei Polacanthus findet. Große, zugespitzte Stacheln verliefen an der Seite des Nackens und des Rumpfes, die größten fanden sich im Schulterbereich und wurden nach hinten hin wieder kleiner. Hinter dem Becken verliefen flache, dreieckige Platten, die nach außen angeordnet waren und zur Schwanzspitze hin kleiner wurden.

### Schädel
Der Schädel war wie der aller Nodosauridae annähernd dreieckig geformt und hatte eine zugespitzte Schnauze. Das Schädeldach war flach und mit dichten, knöchernen Platten bedeckt. Am Hinterkopf und an den Wangen befanden sich dicke dreieckige Knochenschuppen. Wie alle Ankylosauria hatte Sauropelta kleine, blattförmige Zähne, die an eine pflanzliche Nahrung angepasst waren. Der vordere Teil des Schädels ist nicht bekannt, möglicherweise war ein Hornschnabel vorhanden.

## Lebensweise
Sauropelta war ein Pflanzenfresser, der sich aufgrund seiner Körperhaltung von Pflanzen bis rund 1 Meter Höhe ernährte, beispielsweise von Koniferen und Palmfarnen. Die schmale Schnauze könnte andeuten, dass er bei der Nahrungsauswahl selektiver war als etwa die Ankylosauridae. Die Zähne waren nur bedingt zum Kauen geeignet, die weitere Aufspaltung der Nahrung dürfte im voluminösen Rumpf stattgefunden haben.
Während die Panzerung wahrscheinlich eine Verteidigungsfunktion ausgeübt haben, ist die Bedeutung der Stacheln umstrittener. Neben Abwehrzwecken könnten sich auch der Interaktion mit Artgenossen gedient haben, etwa dem Zurschaustellen im Kampf um das Paarungsvorrecht.

## Entdeckung und Benennung

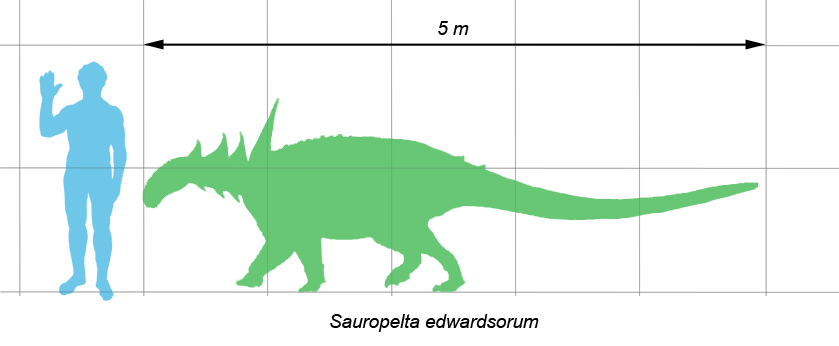
Größenvergleich zwischen Sauropelta und einem Menschen

Fossile Überreste von Sauropelta stammen aus der Cloverly-Formation in den US-Bundesstaaten Wyoming und Montana und wurden von John Ostrom 1970 erstbeschrieben. Der Name bedeutet „Schildechse“ (von griechisch σαῦρος/sauros (= „Echse“') und πέλτη/peltē (= „Schild“)) und spielt auf die starke Panzerung an. Einzig benannte Art und damit Typusart ist S. edwardsorum, es gibt aber Hinweise auf weitere, bislang nicht beschriebene Arten, etwa von Kenneth Carpenter 1999 in Utah. 
Die Funde werden in die Unterkreide (spätes Aptium bis frühes Albium) auf ein Alter von 123 bis 110 Millionen Jahre datiert.

## Systematik
Sauropelta wird innerhalb der Ankylosauria zur Gruppe der Nodosauridae gerechnet. Wahrscheinlich ist er nahe mit Silvisaurus und Pawpawsaurus verwandt, mit denen er gemeinsam zu den basalen Vertreter der Nodosauridae gehört. Er zählt zu den ältesten unumstrittenen Vertretern der Nodosauridae, lediglich Cedarpelta ist noch älter.